# 나노프로빙
나노프로빙(영어: nanoprobing)은 주로 반도체 산업에서 쓰이며, 나노 크기의 텅스텐 와이어를 사용하는 특정한 한도의 전기를 사용하여 추출하는 방법이다. 나노프로브의 특지은 제품 초기 연구 단계에서나 디버그에 쓰이며, 엔지니어들과 집적회로 디자이너에게 매우 중요하다. 나노프로빙 기술은 생산량 향상과 품질, 신뢰성, 고객 리턴(customer return)을 위하여 장애분석 연구실에서 주로 행해지는 기술이다.상업적으로도 전망이 좋은 나노프로빙 기술은 진공 기반의 주사전자현미경이나 원자현미경에 통합, 연동되어 쓰인다. 원자 현미경 기술에 기반을 둔 나노프로빙 시스템은 AFP(Atomic Force nanoprober)이라고 불린다.